# آچمز (مجموعه تلویزیونی)
آچمز یک مجموعهٔ تلویزیونی ایرانی به کارگردانی مهرداد خوشبخت و نویسندگی سعید فرهادی است که از ۲۲ تیر ۱۳۹۸ تا ۲۸ مرداد همان سال از شبکه سه پخش شد.

## داستان
در خلاصه داستان مجموعه تلویزیونی «آچمز» آمده‌است: مصیب پس از چهل و پنج سال می‌فهمد که تنها فرزند خانواده نبوده‌است. وی برای پیدا کردن گمشده سالیان دور مادرش، راهی تهران می‌شود، اما خودش هم گمشده بزرگ‌تری دارد؛ عزت و احترام! مصیب مجبور است بین این دو گمشده یکی را انتخاب کند و همین داستان‌های پیچیده‌ای برایش به وجود می‌آورد که او را تبدیل به انسانی دیگر می‌کند.

## بازیگران
- هومن برق‌نورد (مصیب رنجبر / علی گلکار (با نام اصلی:نصرت رنجبر) - نقش اصلی و کشاورز / پدر متین، برادر مصیب و رئیس، مدیرکل، مدیرعامل سازمان مدیریت توسعه منابع انسانی)
- امیرحسین رستمی (فرزاد مرشد - دوست متین و لطیف و جاعل)
- سارا خوئینی‌ها (شهلا تابش - کارواش دار و زن مصیب)
- بیتا سحرخیز (روح انگیز یا روحی مؤمنی - معشوقه مصیب و معلم)
- سید مهرداد ضیایی (مسعود اسدی - پدر نینا، شوهر طاهره، شوهرعمه متین، شوهرخواهر علی و معاونت اجرایی سازمان مدیریت توسعه منابع انسانی)
- سهند جاهدی (متین گلکار - پسر گلکار، دوست فرزاد و لطیف)
- احسان امانی (زرین - برگزارکننده مناقصه و مهندس)
- هادی عطایی (لطیف همتی - دوست فرزاد و متین و مخترع)
- مهوش صبرکن (خانم جان - مادربزرگ متین و مادرزن علی)
- رابعه مدنی (ماه بیگم(بگم)رنجبر - مادر مصیب)
- پریسا مقتدی (طاهره - مادر نینا، عمه متین و همسر مسعود)
- امین میری (ابک اربابی - صاحب زمینی که مصیب در آن کار می‌کرد)
- کاظم هژیرآزاد (اردشیر - پدر روح انگیز)
- فریده دریامج (زینت رنجبر - خاله مصیب، فالگیر و خواهر ماه بیگم)
- منا اسکندری  (نینا - دخترعمه متین، دختر طاهره و مسعود و معشوقه لطیف)
- لیلی فرهادپور (ملوک - مادر روح انگیز)
- احمدرضا اسعدی (صابر - خریدار برادر دوقلوی مصیب)
- رضا کریمی (هوشنگ - پسر صابر)

## خواننده تیتراژ
موسیقی تیتراژ مجموعهٔ تلویزیونی آچمز کاری از گروه دال با صدای امین هدایتی و شعر غزل مهدوی می باشد